# Gasser (Familienname)
Gasser ist ein deutscher Familienname.

## Herkunft und Bedeutung
Gasser ist ein Wohnstättenname, es gibt einige Bauernhöfe (Gasserhof). Es handelt sich um Höfe, die an gasseförmigen Felsformationen liegen. Von diesen Höfen wurde der Nachname abgeleitet. Vgl. Hofer, Moser, Hois etc.

## Namensträger

### A
- Achilles Pirminius Gasser (1505–1577), deutscher Historiker, Mediziner und Astrologe
- Adolf Gasser (Historiker) (1903–1985), Schweizer Historiker
- Adolf Gasser (Politiker) (1877–1948), Schweizer Politiker
- Albert Gasser (* 1938), Schweizer Theologe
- Alberto Gasser Vargas (* 1953), bolivianischer Politiker
- Alfred Gasser (1904–1985), Schweizer Politiker
- Anna Gasser (* 1991), österreichische Snowboarderin

### B
- Barbara Gasser (* 1989), österreichische Turnerin
- Beat Gasser (1892–1967), Schweizer Bildhauer und Holzschnitzer
- Birgit Gasser, deutsche Filmeditorin
- Bruno Gasser (1947–2010), Schweizer Bildender Künstler, Autor und Herausgeber

### C
- Cassian Maria Gasser (1837–1910), italienischer römisch-katholischer Priester, Barmherziger Bruder und Generalprior
- Cédric Gasser (* 1998), Schweizer Fußballspieler
- Christian Gasser (Unternehmer) (1906–1990), Schweizer Wirtschaftsführer und Mitbegründer des Gotthardbundes
- Christian Gasser (Autor) (* 1963), Schweizer Autor und Journalist
- Christof Gasser (* 1960), Schweizer Schriftsteller
- Conny Gasser (eigentlich Konrad Gasser; 1938–2007), Schweizer Unternehmer und Zirkusdirektor
- Conrad Gasser (1912–1982), Schweizer Kinderarzt und Pathologe

### D
- Daniel Gasser (* 1988), österreichischer Eishockeyspieler

### E
- Elsa Gasser (1896–1967), Schweizer Ökonomin
- Emil Gasser (1847–1919), deutscher Anatom und Hochschullehrer
- Esther Gasser Pfulg (* 1968), Schweizer Politikerin (FDP)
- Eugénie Heger-Gasser (* 1861), österreichische akademische Porträtmalerin

### F
- Florian Gasser (* 1981), österreichischer Journalist und Autor

### G
- Gaby Gasser (* 1944), Schweizer Schauspielerin
- Georg Gasser (1857–1931), Südtiroler Kunstmaler, Sammler und Naturhistoriker
- Gerda Gasser († 2008), Schweizer Zirkusdirektorin und Unternehmerin
- Gregor Gasser  (1868–1913), österreichischer katholischer Geistlicher und Sozialreformer

### H
- Hanns Gasser (auch Hans Gasser, Johann Gasser; 1817–1868), österreichischer Bildhauer und Maler
- Hans Gasser (Politiker, 1902) (1902–1985), Schweizer Politiker und Unternehmer
- Hans Gasser (Politiker, 1937) (* 1937), österreichischer Politiker (ÖVP)
- Hans Gasser (Fotograf) (* 1950), österreichischer Fotograf
- Hans Gasser (Medienmanager) (* 1950), österreichischer Medienmanager
- Hans-Heini Gasser (1932–2022), Schweizer Politiker (CVP) und Bauingenieur
- Heidy Gasser (* 1957), Schweizer Schriftstellerin
- Helmi Gasser (1928–2015), Schweizer Autorin und Kunsthistorikerin
- Henry Martin Gasser (1909–1981), US-amerikanischer Maler
- Herbert Spencer Gasser (1888–1963), US-amerikanischer Neurophysiologe

### J
- Jacqueline Gasser (* 1990), Schweizer Sprinterin
- Johann Gasser (Industrieller) (1847–1896), österreichischer Industrieller
- Johann Lorenz Gasser (1723–1765), österreichischer Anatom
- Johannes Gasser (* 1991), österreichischer Politiker (NEOS)
- Josef Gasser (Bildhauer) (Joseph Gasser von Valhorn; 1816–1900), österreichischer Bildhauer
- Josef Gasser (Komponist) (1873–1957), österreichischer Komponist und Kirchenmusiker
- Joseph Gasser (Architekt) (1925–2018), Schweizer Architekt
- Josias Gasser (* 1952), Schweizer Politiker (GLP)

### K
- Karl Heinz Gasser (1944–2023), deutscher Politiker (CDU)
- Katja Gasser (* 1975), österreichische Kulturjournalistin

### L
- Linda Gasser (* 1989), deutsche Regisseurin, Drehbuchautorin und Szenenbildnerin
- Lukas Gasser (* 1986), Schweizer Politiker
- Luke Gasser (* 1966), Schweizer Filmemacher, Schauspieler, Künstler und Musiker

### M
- Manuel Gasser (1909–1979), Schweizer Journalist
- Markus Gasser (* 1967), österreichischer Literaturwissenschaftler und Autor
- Martin Gasser (Kunsthistoriker) (* 1955), Schweizer Kunsthistoriker und Fotograf
- Martin Gasser (Musiker) (* 1990),  österreichischer Jazzmusiker
- Max Gasser (Geodät) (1872–1954), deutscher Geodät
- Max Gasser (Jurist) (1886–1961), deutscher Jurist
- Melanie Gasser (* 1987), Schweizer Politikerin (glp)
- Michael Gasser (Bildhauer) († 1677), bayrischer Bildhauer
- Michael Gasser (Fußballspieler) (* 1972), österreichischer Fußballspieler
- Mischa Gasser (* 1991), Schweizer Freestyle-Skier

### P
- Patrick Gasser (* 1985), Schweizer Freestyle-Skier
- Paul Gasser (Lehrer) (1880–1946), Schweizer Lehrer und Schriftsteller
- Paul Gasser (* 1938), Schweizer Autor
- Peter von Gasser (1760–1840), österreichischer Generalmajor
- Peter Gasser (Fotograf) (* 1947), Schweizer Fotograf
- Peter Gasser (Germanist) (* 1951), Schweizer Germanist
- Peter Gasser (Unternehmer) (1957–2018), Schweizer Zirkusunternehmer
- Peter Gasser (Politiker) (* 1959), Schweizer Politiker (PSA)
- Peter Gasser (Mediziner) (* 1960), Schweizer Psychiater
- Philipp Gasser (* 1958), Schweizer Medienkünstler und Illustrator

### R
- Robert Gasser (* 1959), österreichischer Internist und Kardiologe
- Rudolf von Gasser (1829–1904), deutscher Diplomat und Hofbeamter

### S
- Sandra Gasser (* 1962), Schweizer Leichtathletin
- Siegfried Gasser (1941–2022), österreichischer Politiker
- Simon Peter Gasser (1676–1745), deutscher Rechtswissenschaftler und Ökonom
- Sophie Gasser (1892–1978), Schweizer Schriftstellerin
- Stefan Gasser (* 1960), deutscher Richter
- Susan M. Gasser (* 1955), amerikanisch-schweizerische Molekularbiologin

### T
- Thomas Gasser (* 1958), deutscher Neurologe

### U
- Ulrich Gasser (* 1950), Schweizer Komponist
- Urs Gasser (* 1972), Schweizer Rechtswissenschaftler

### V
- Vinzenz Gasser (1809–1879), österreichischer Theologe, Philosoph, Politiker und Fürstbischof von Brixen

### W
- Willfried Gasser (* 1957), Schweizer Arzt und Politiker (EVP)
- Wolfgang Gasser (1927–2007), österreichischer Schauspieler